# Joseph Dejardin (homme politique)
Pour les articles homonymes, voir Joseph Dejardin (homonymie).
Joseph Dejardin, lé le 21 mars 1873 à Grivegnée et mort le 28 octobre 1932 à Beyne-Heusay, est un homme politique et syndicaliste socialiste wallon. Il fut le frère de Lucie Dejardin.
Président du Syndicat des Mineurs, il fut élu député de l’arrondissement de Liège (1909-32) et bourgmestre de Beyne-Heusay (1914-20).
Il est inhumé à l'ancien cimetière de Heusay.

## Hommages
- Liège et environs:

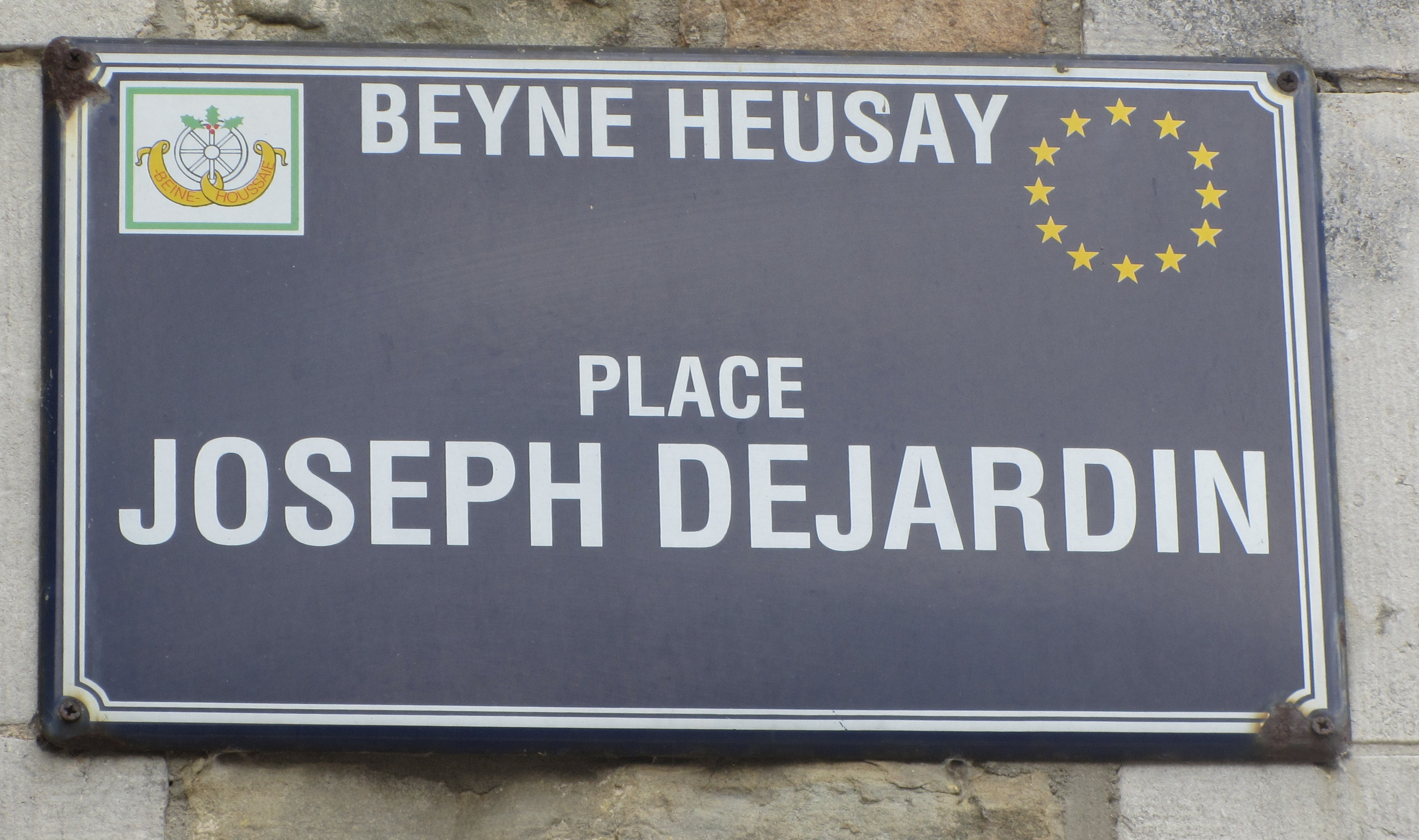
Plaque de la place Joseph Dejardin à Beyne-Heusay

  - Place Joseph Dejardin à Beyne-Heusay.
  - Place Joseph Dejardin à Liège (Grivegnée).